# Edward Klemens

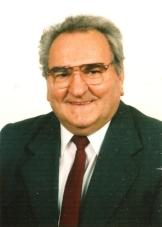
Edward Klemens

Edward Klemens (ur. 9 września 1939 w Warszawie, zm. 21 marca 2006 w Lidzbarku Welskim) – historyk, kronikarz, publicysta, nauczyciel oraz badacz polskości Prus Zachodnich. 

## Życiorys
Od najmłodszych lat związany z Ciechanowem, gdzie ukończył szkołę podstawową. Średnią szkołę ukończył w Niższym Seminarium Duchownym w Płocku. Studiował filozofię na Katolickim Uniwersytecie Lubelskim i historię na Uniwersytecie Warszawskim (1965). Absolwent Podyplomowego Studium Organizacji i Zarządzania Oświatą – 1979 rok.
W 1967 ożenił się z pochodzącą z Ciechanowa Marią Wojtanis.
Pracę zaczął w Knyszynie (byłe województwo białostockie) w 1965. W miejskiej szkole był nauczycielem historii. Później pełnił funkcję kierownika Powiatowego Domu Kultury w Pasłęku. Do Lidzbarka Welskiego Edward Klemens przybył w 1968 r. Najpierw pracował jako nauczyciel w Szkole Podstawowej nr 2 i Liceum dla Pracujących w Lidzbarku – filia LO w Działdowie. W latach 1969–1975 będąc nauczycielem pełnił obowiązki kierownika Powiatowego Ośrodka Metodycznego i wizytatora szkół w Wydziale Oświaty i Kultury w Działdowie.
W 1975 r. Edward Klemens razem z Józefem Mastalerzem zorganizował pierwsze w Lidzbarku samodzielne Liceum Ogólnokształcącego dla młodzieży. Od 1975 do 1981 pełnił obowiązki zastępcy dyrektora Zbiorczej Szkoły Gminnej w Lidzbarku, do spraw LO Młodzieżowego i LO dla Pracujących. W 1977 r. Edward Klemens był pomysłodawcą i organizatorem pierwszych Dni Lidzbarka. W latach 1981–1992 był dyrektorem LO Młodzieżowego i LO dla Pracujących w Lidzbarku. W 1975 r. Kurator Oświaty i Wychowania w Ciechanowie nadał mu tytuł profesor szkoły średniej. Był założycielem w 1976 r. Towarzystwo Miłośników Lidzbarka Welskiego. Od powstania do 1999 Edward Klemens pełnił funkcję prezesa Towarzystwa. Organizator w 1980 r. izby muzealnej, poświęconej dziejom Lidzbarka i okolic. Radny Rad Narodowych i członek Frontu jedności Narodu i PZPR. Od 1990 bezpartyjny. W latach 1980–1986 z jego inicjatywy ufundowano wiele pomników i tablic pamiątkowych w gminie poświęconych ofiarom zbrodni hitlerowskich, królowi Władysławowi Jagielle i Juliuszowi Kraziewiczowi. W połowie lat 80. opracował dokumentację historyczną przyszłego Górznieńsko-Lidzbarskiego Parku Krajobrazowego. Od 1991 członek Rady Społeczno-Naukowej Górznieńsko-Lidzbarskiego Parku Krajobrazowego. W 1996 został powołany na stanowisko dyrektora zaocznych szkół prywatnych w Lidzbarku. Autor siedmiotomowej kroniki Miasta i Gminy Lidzbark.

## Odznaczenia i wyróżnienia

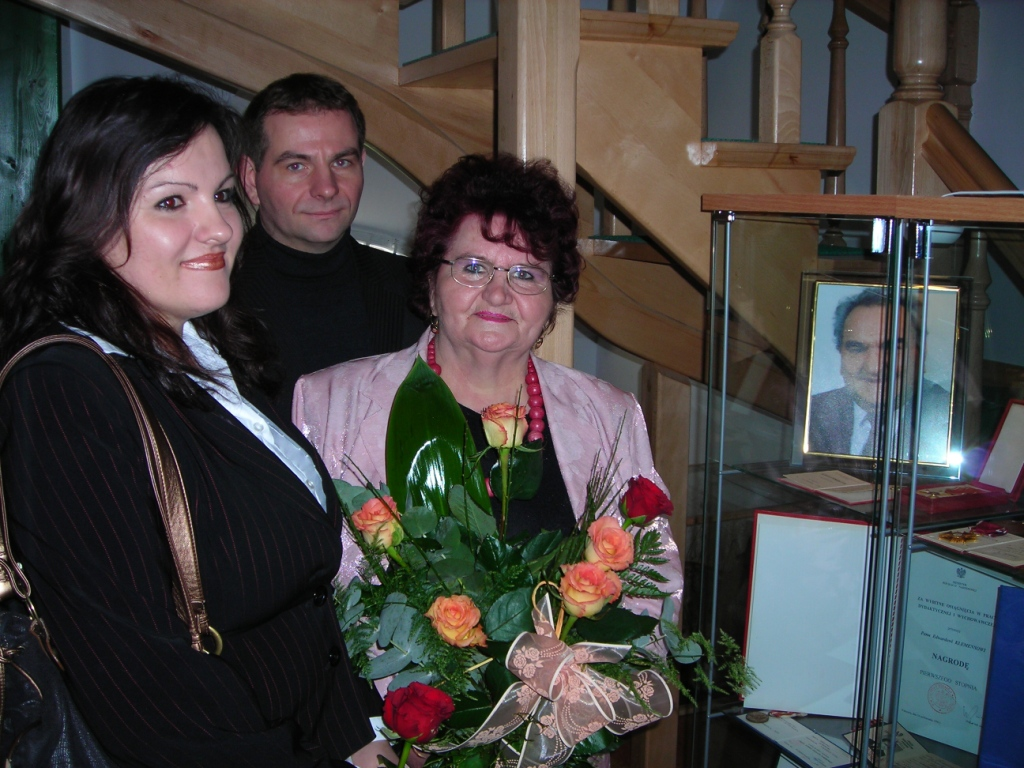
Rodzina E. Klemensa na uroczystości nadania Muzeum Etnograficznemu w Jeleniu imienia E. Klemensa.

- Odznaka „Zasłużony dla Warmii i Mazur” – 1972,
- Odznaka Honorową TKKF – 1978,
- Złotą Odznakę OHP – 1978,
- Odznaka Honorowa „Za Zasługi Dla Województwa Ciechanowskiego” – 1979,
- Złoty Krzyż Zasługi – 1979,
- Nagroda Ministra Kultury i Sztuki – 1981,
- Medal Komisji Edukacji Narodowej – 1982,
- Odznaka Honorowa Zasłużony Działacz Kultury – 1983,
- Złoty Medal „Opiekun Miejsc Pamięci Narodowej” – 1985,
- Odznaka Honorowa „Za Zasługi Dla Kółek Rolniczych” – 1987,
- Złoty Medal „Za Zasługi dla Pożarnictwa” – 1988,
- Krzyż Kawalerski Orderu Odrodzenia Polski – 1989,
- Medal Wojewody Ciechanowskiego – 1995,
- laureat Ogólnopolskiego Konkursu im. Zygmunta Glogera w dziedzinie upowszechniania kultury staropolskiej i ludowej – 1995,
- Nagroda Ministra Oświaty i Wychowania – 1975, 1984, 1985,
- Nagroda Wojewody Ciechanowskiego – 1977, 1981, 1985, 1995,
- Nagroda Ministra Edukacji Narodowej – 1996,
- oraz wiele nagród oświatowych i regionalnych ministrów oświaty oraz kultury i sztuki.

Dnia 28 marca 2008 w Jeleniu koło Lidzbarka odbyła się uroczystość nadania Muzeum Etnograficznemu imienia Edwarda Klemensa.

## Praca naukowa
Jest autorem książek historycznych: „Lidzbark Welski. Z dziejów miasta i okolic”, Olsztyn 1976 r., „Lidzbark Welski. Informator turystyczny”, Olsztyn 1978 r., Z działalności OSP w Lidzbarku Welskim (1889-1983), Ciechanów 1985 r., Lidzbark Welski. Z dziejów miasta i gminy”, Warszawa 1992 r., „Lidzbark. Karty z dziejów miasta”, Laskowice Pomorskie 1993 r., „Górzno. Szkic z dziejów miasta i okolic”, Ciechanów 1995 r., „110 lat Ochotniczej Straży Pożarnej i 75 lat Orkiestry Dętej OSP w Lidzbarku”, Lidzbark-Żuromin 1999 r., 700-lecie Lidzbarka Welskiego. Księga Pamiątkowa 1301-2001”, Iława 2001 r.
Jest współautorem publikacji: „Górznieńsko-Lidzbarski Park Krajobrazowy”, Toruń 1995 r., „Parafia pod wezwaniem Świętego Wojciecha w Lidzbarku. Szkic z dziejów parafii na tle kościołów parafialnych w gminie i dekanacie Lidzbark”, Lidzbark-Żuromin 1997 r., „Górznieńsko-Lidzbarski Park Krajobrazowy”, Mapa wraz z opisem historyczno-turystycznym miejscowości, Toruń 1997 r., „30 lat Liceum Ogólnokształcącego im. Krzysztofa Kamila Baczyńskiego w Lidzbarku”, Lidzbark-Żuromin 2005 r.
Długoletni współpracownik Tygodnika Ciechanowskiego, na łamach którego opublikował dziesiątki artykułów o dziejach Lidzbarka i okolic. W ostatnich miesiącach życia współpracował z Naszą Gazetą Lidzbarską, tygodnikiem Gazety Olsztyńskiej.

### Wybrane artykuły prasowe
- Monografia Lidzbarka Welskiego, „Słowo Powszechne” z 26 – 27 czerwca 1976 r.
- Bogaty program i cenne zamierzenia, „Nasza Trybuna” z 8 listopada 1976 r.
- Wydawnictwa Towarzystwa Lidzbarka Welskiego, „Nasza Trybuna” z 1 listopada 1977 r.
- Lidzbarski Ogólniak, „Nasza Trybuna” z 1 grudnia 1976 r.
- KLEMENS EDWARD, Lidzbark Welski – garść historii, „Nasza Trybuna” z 21 lipca 1977 r.
- Stefan Żagiel, Miłośnicy grodu nad Welem, „Nasza Trybuna” z 21 czerwca 1977 r.
- Lidzbarski informator, „Nasza Trybuna” z 29 sierpnia 1978 r.
- Miło pozna tradycje regionu, „Nasza Trybuna” z 8 listopada 1978 r.
- KLEMENS EDWARD, Bogate tradycje OSP w Lidzbarku, „Tygodnik Ciechanowski” z 15 lutego 1978 r.
- ŻAGIEL STEFAN, Towarzystwo kulturalnych pasji, „Tygodnik Ciechanowski” z 20 lipca 1978 r.
- KLEMENS EDWARD, Lidzbark zaprasza na wypoczynek, „Nasza Trybuna” z 17 lipca 1978 r.
- KLEMENS EDWARD, 100 lat lidzbarskiej Garbarni, „Tygodnik Ciechanowski” z 15 marca 1980 r.
- KLEMENS EDWARD, Obrona wsi przed kolonizacją, „Tygodnik Ciechanowski” z 29 marca 1980 r.
- KLEMENS EDWARD, Na szlakach Jagiełły, „Tygodnik Ciechanowski” z 5 kwietnia 1980 r.
- KLEMENS EDWARD, Pierwsza prasa w Lidzbarku, „Tygodnik Ciechanowski” z 10 maja 1980 r.
- KLEMENS EDWARD, Nowa świetlica w Lidzbarku, „Tygodnik Ciechanowski” z 24 maja 1980 r.
- KLEMENS EDWARD, Lidzbark w czasie wojen szwedzkich, „Tygodnik Ciechanowski” z 6 czerwca 1980 r.
- KLEMENS EDWARD, Lidzbark w czasach polskich, „Tygodnik Ciechanowski” z 6 września 1980 r.
- KLEMENS EDWARD, Z pamiętnika powstańca, „Tygodnik Ciechanowski” z 19 września 1980 r.
- KLEMENS EDWARD, Lidzbark w czasach krzyżackich, „Tygodnik Ciechanowski” z 18 października 1980 r.
- KLEMENS EDWARD, Pionier Polskich Kółek Rolniczych, „Tygodnik Ciechanowski” z 5 listopada 1980 r.
- KLEMENS EDWARD, Rodowód Ziemi Michałowskiej, „Tygodnik Ciechanowski” z 11 listopada 1980 r.
- MARUT RYSZARD, Poniatówki w Ciechanówku, „Tygodnik Ciechanowski” z 19 grudnia 1980 r.
- KLEMENS EDWARD, Lidzbark, „Tygodnik Ciechanowski” z 13 grudnia 1980 r.
- Miłośnicy miasta nad Welem, „Trybuna Mazowiecka” z 5 marca 1981 r.
- ZAWADZKI WOJCIECH, Muzeum w Lidzbarku Welskim, „Trybuna Mazowiecka” z 16 stycznia 1981 r.
- ZAWADZKI WOJCIECH, Szkoła dla młodzieży lidzbarskiej, „Tygodnik Ciechanowski” z 8 maja 1981 r.
- ZAWADZKI WOJCIECH, O kulturze, „Tygodnik Ciechanowski” z 5 czerwca 1981 r.
- Odnalazł herb Lidzbarka Welskiego, „Trybuna Ludu” z 17 marca 1983 r.
- Miłośnicy grodu nad Welem, „Sztandar Młodych” z 11 października 1983 r.
- DZICZKIEWICZ WALERIAN, Widzie sens swojej pracy, „Tygodnik Ciechanowski” z 16 lutego 1983 r.
- Wizyta w Liceum, „Tygodnik Ciechanowski” z 15 maja 1986 r.
- ZAWADZKI WOJCIECH, Chroni i pielęgnować, „tygodnik Ciechanowski” z 9 grudnia 1988 r.
- TUMIALIS ANDRZEJ, Klemens – znaczy łagodny, „Tygodnik Ciechanowski” z 10 lipca 1992 r.
- KLEMENS EDWARD, Chcę coś pozostawi… „Tygodnik Ciechanowski” z 21 marca 1990 r.
- KLEMENS EDWARD, Piękno ocalone, „Tygodnik Ciechanowski” z 11 maja 1992 r.
- Nowe opisanie Lidzbarka, „Tygodnik Ciechanowski” z 13 listopada 1992 r.
- CHURSKI ANDRZEJ, Nowa książka o Górznie, „Gazeta Pomorza i Kujaw” z 31 sierpnia 1995 r.
- JAKUBOWSKI KRZYSZTOF, Tu jest mój dom, „Tygodnik Ciechanowski” z 10 czerwca 1997 r.
- NOWICKA GRAŻYNA, Przerwane milczenie, „Gazeta Pomorska” z 12 – 13 października 1996 r.
- ŻAGIEL STEFAN, Lidzbark mnie urzekł, „Tygodnik Działdowski” z 19 czerwca 2001 r.
- ŻAGIEL STEFAN, Pomagaliśmy szlifować perłę, „Tygodnik Ciechanowski” z 29 grudnia 1998 r.
- BROWARSKA DOROTA, Lidzbarski Długosz, „Panorama Działdowa” ze stycznia 1998 r.
- RZEPCZYŃSKI BARTOSZ, Głowa jednorożca od Zygmunta Augusta, „Gazeta Działdowska” z 27 lipca – 2 sierpnia 2000 r.
- Jubileuszowa kronika Lidzbarka, „Tygodnik Działdowski” z 6 marca 2001 r.
- MIERZYŃSKI SEBASTIAN, Czasami nazywali nas Krzyżakami, „Gazeta Olsztyńska” z 1 – 2 grudnia 2001 r.
- ŻAGIEL STEFAN, Historia lidzbarskiego liceum, „Tygodnik Działdowski” z 15 marca 2005 r.
- BIELECKI JANUSZ, Edward Klemens – zasłużony lidzbarzak, „Nasza Gazeta Lidzbarska” z 28 marca – 3 kwietnia 2006 r.
- ZAWACKA MAGDALENA, 30 – lat pracy dla miasta, „Nasza Gazeta Lidzbarska” z 10-16 października 2006 r.
- ZAWACKA MAGDALENA, Wspomnienie o Pasjonacie Ziemi Lidzbarskiej, „Nasza Gazeta Lidzbarska” z 20 marca 2007 r.
- ZAWACKA MAGDALENA, Grunwaldzki szlak wiódł przez Lidzbark, „Nasza Gazeta Lidzbarska” z 29 czerwca – 5 lipca 2007 r.